# Drive-inwoning

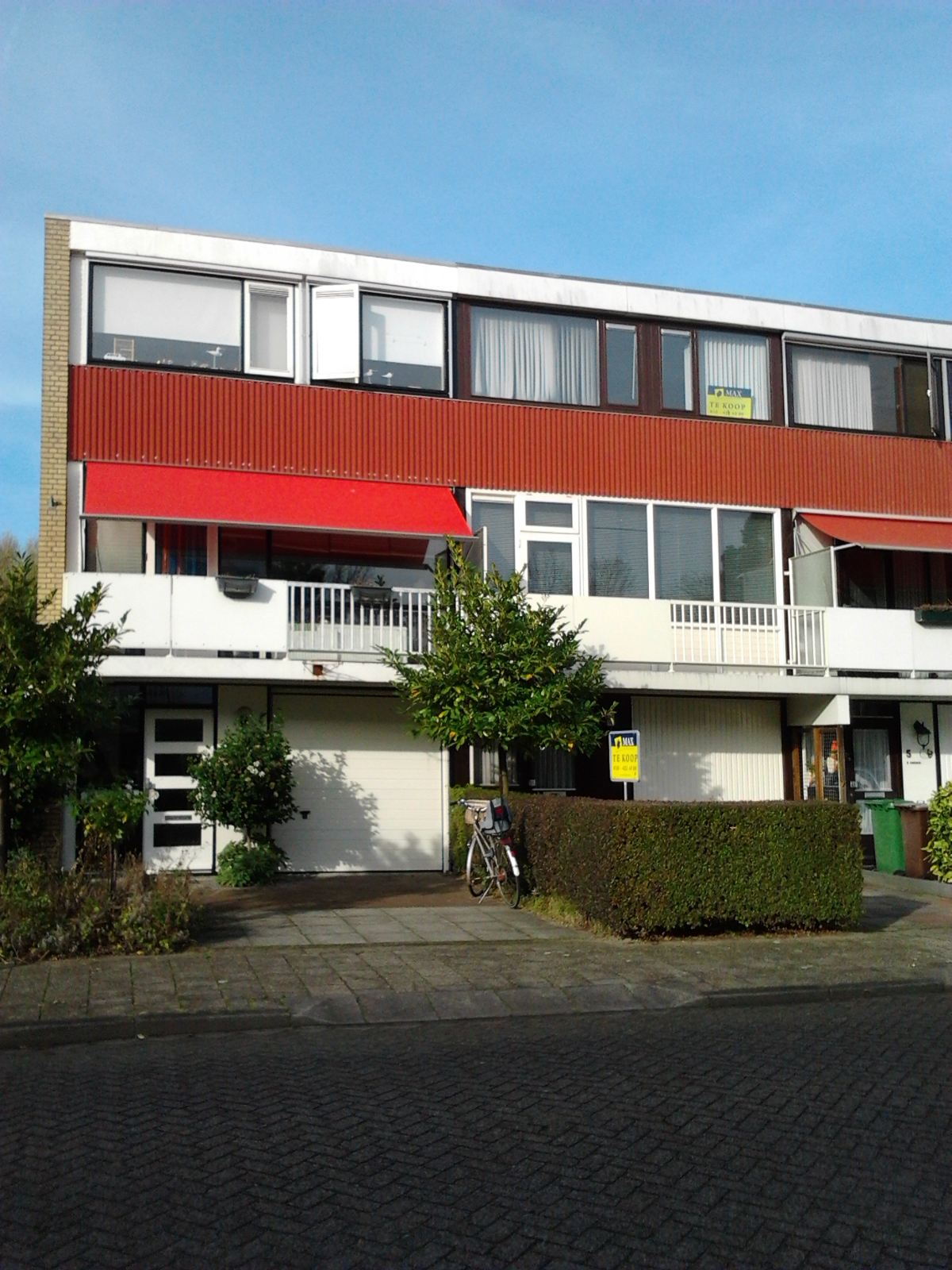
Drive-inwoning uit de jaren zeventig.

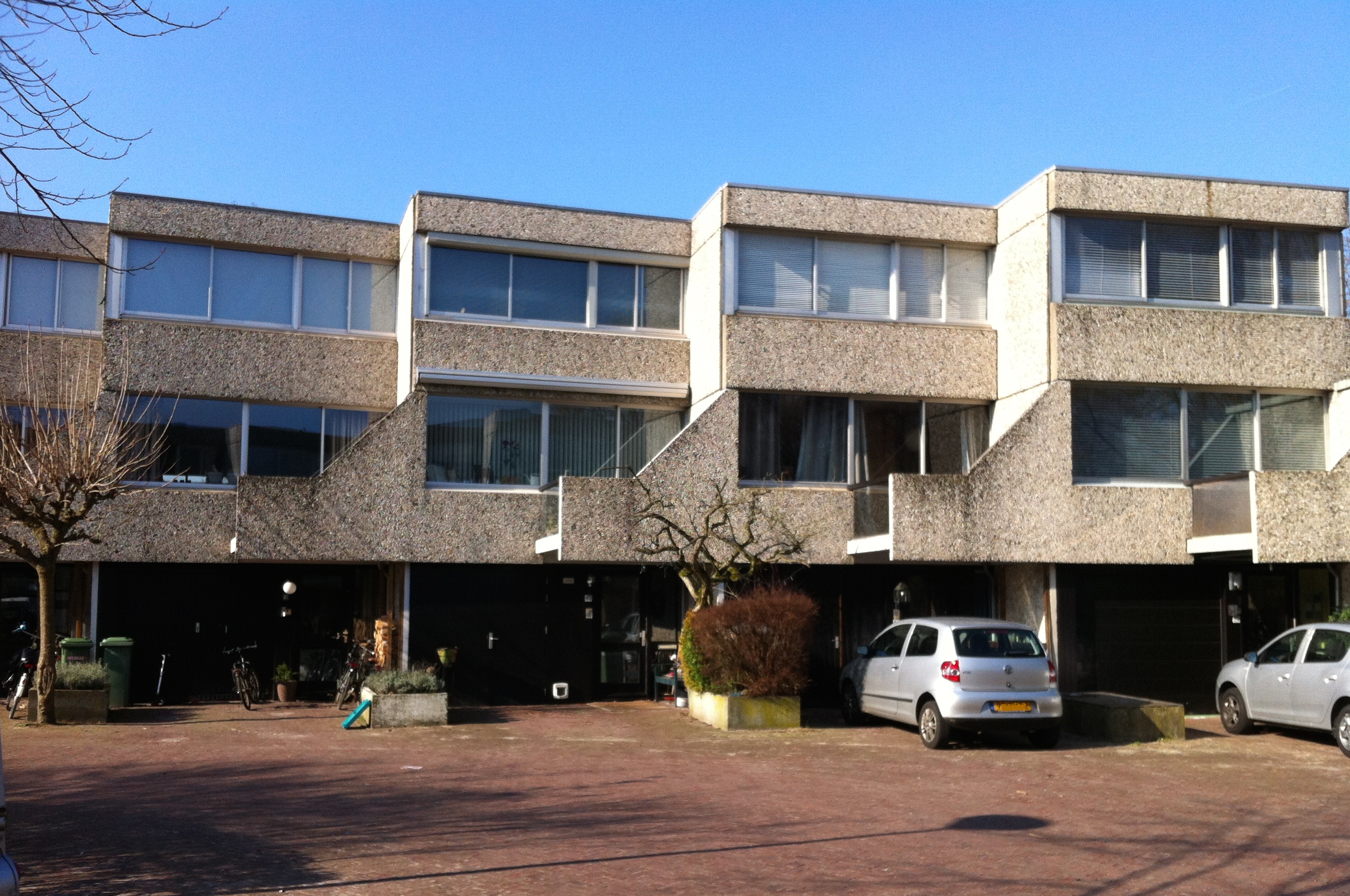
Drive-inwoningen in de wijk Rozendaal in Leusden

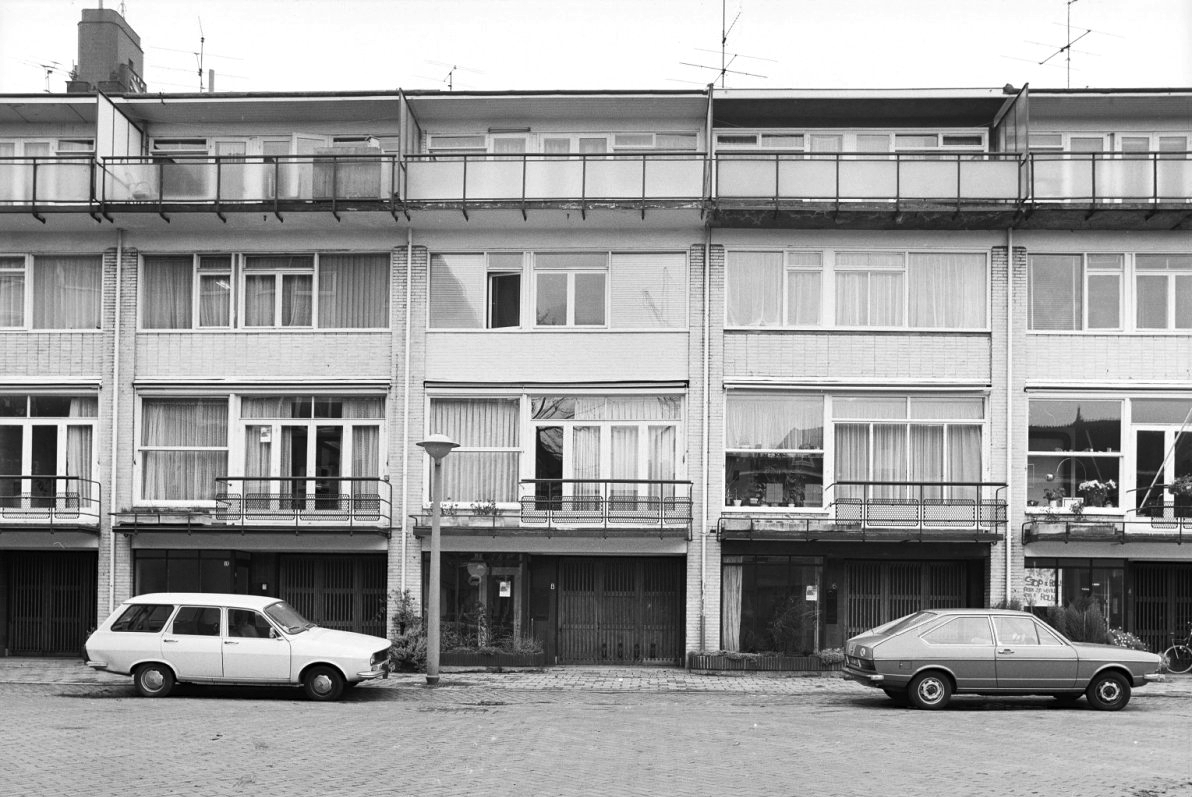
Vierlaagse drive-inwoningen aan de Anthonie van Dijckstraat in Amsterdam-Zuid in 1976.

Een drive-inwoning (Nederland), in Vlaanderen bekend als bel-etagewoning, is een type eengezinswoning, meestal uitgevoerd als rijtjeshuis, waarbij zich op de begane grond (in oorsprong) een inpandige afgesloten garage bevindt naast de entree van de woning, het woongedeelte is op de eerste verdieping gelegen.

## Voor- en nadelen
Drive-inwoningen zien er van de buitenkant vaak uit als een appartementencomplex met weinig woonlagen. Meestal heeft een drive-inwoning een plat dak en dientengevolge geen zolder. Ook het benodigde trappenlopen om van de voordeur de woonkamer of slaapkamers te bereiken kan als nadeel worden gezien, dit type woningen is derhalve niet geschikt voor mensen die slecht ter been zijn. Voordeel van dit type woningen is de aanwezigheid van een eigen afgesloten garage en de ruime hoeveelheid vierkante meters aan woonruimte met veel daglicht vanwege de ligging op de eerste verdieping.

## Geschiedenis
In Nederland werden in 1936 naar ontwerp van Mart Stam en Lotte Stam-Beese aan de Anthonie van Dijckstraat in Amsterdam-Zuid de eerste 'Nederlandse' drive-inwoningen gebouwd, met vier bouwlagen, in de stijl van het nieuwe bouwen. Deze woningen kunnen worden beschouwd als het prototype van de drive-inwoningen die decennia later in Nederland werden gebouwd.